# Maxim Maxímov
Maxim Guennádievich Maxímov (en ruso: Максим Геннадьевич Максимов; Izhevsk, 6 de septiembre de 1979) es un deportista ruso que compitió en biatlón.
Ganó dos medallas en el Campeonato Mundial de Biatlón, en los años 2008 y 2011, y dos medallas en el Campeonato Europeo de Biatlón de 2008.

## Palmarés internacional
| Campeonato Mundial | Campeonato Mundial           | Campeonato Mundial | Campeonato Mundial |
| Año                | Lugar                        | Medalla            | Prueba             |
| ------------------ | ---------------------------- | ------------------ | ------------------ |
| 2008               | Östersund (Suecia)           | Medalla de bronce  | Individual         |
| 2011               | Janty-Mansisk (Rusia)        | Medalla de plata   | Individual         |
| Campeonato Europeo |                              |                    |                    |
| Año                | Lugar                        | Medalla            | Prueba             |
| 2008               | Nové Město (República Checa) | Medalla de oro     | Relevo             |
| 2008               | Nové Město (República Checa) | Medalla de bronce  | Persecución        |